# جامعة ريجينا
جامعة ريجينا هي جامعة عامة في كندا، تأسست عام 1911. تقع في مدن ريجينا، ساسكاتون، سويفت كورنت.

## إحصائيات
يبلغ عدد طلاب الجامعة 14,360 طالب، منهم 1,748 طالب دراسات عليا.

## معرض صور

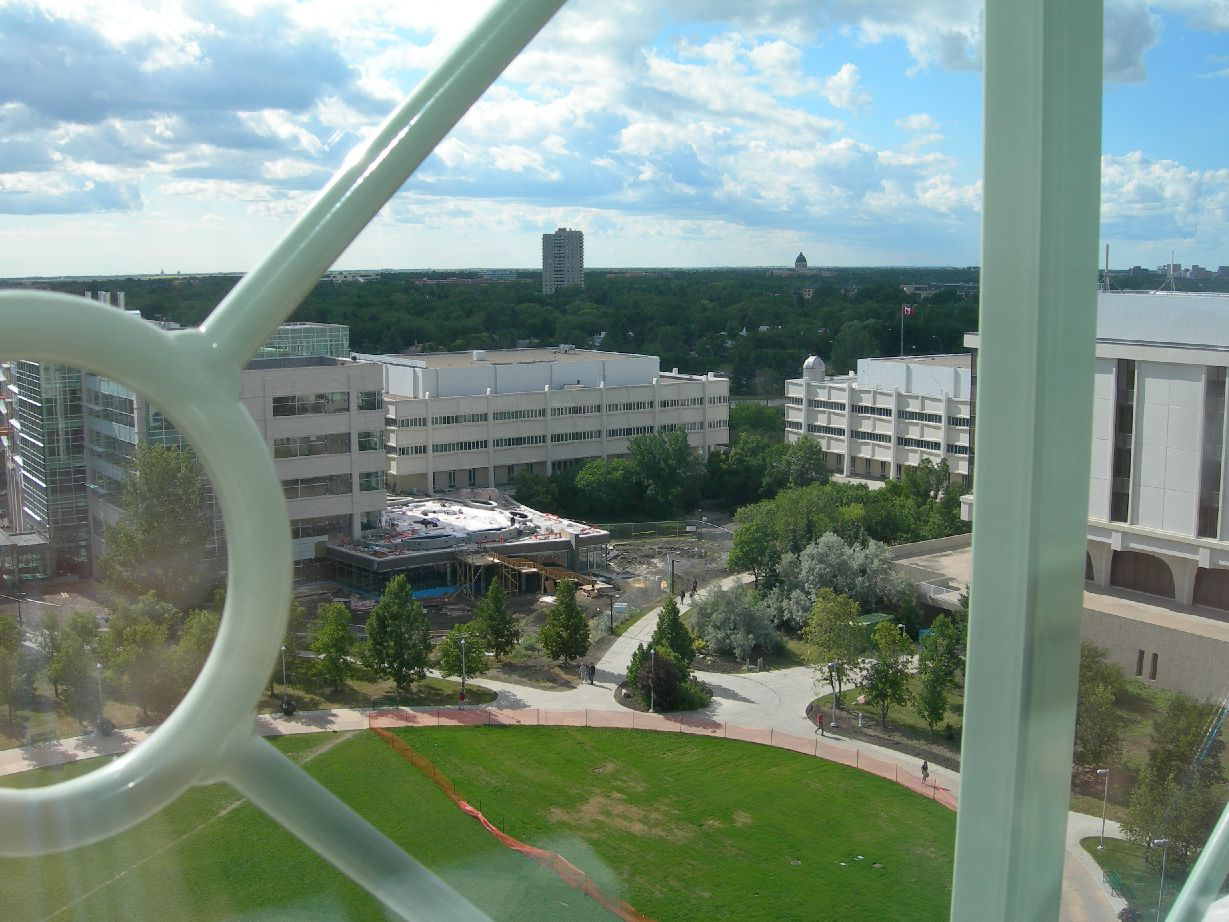
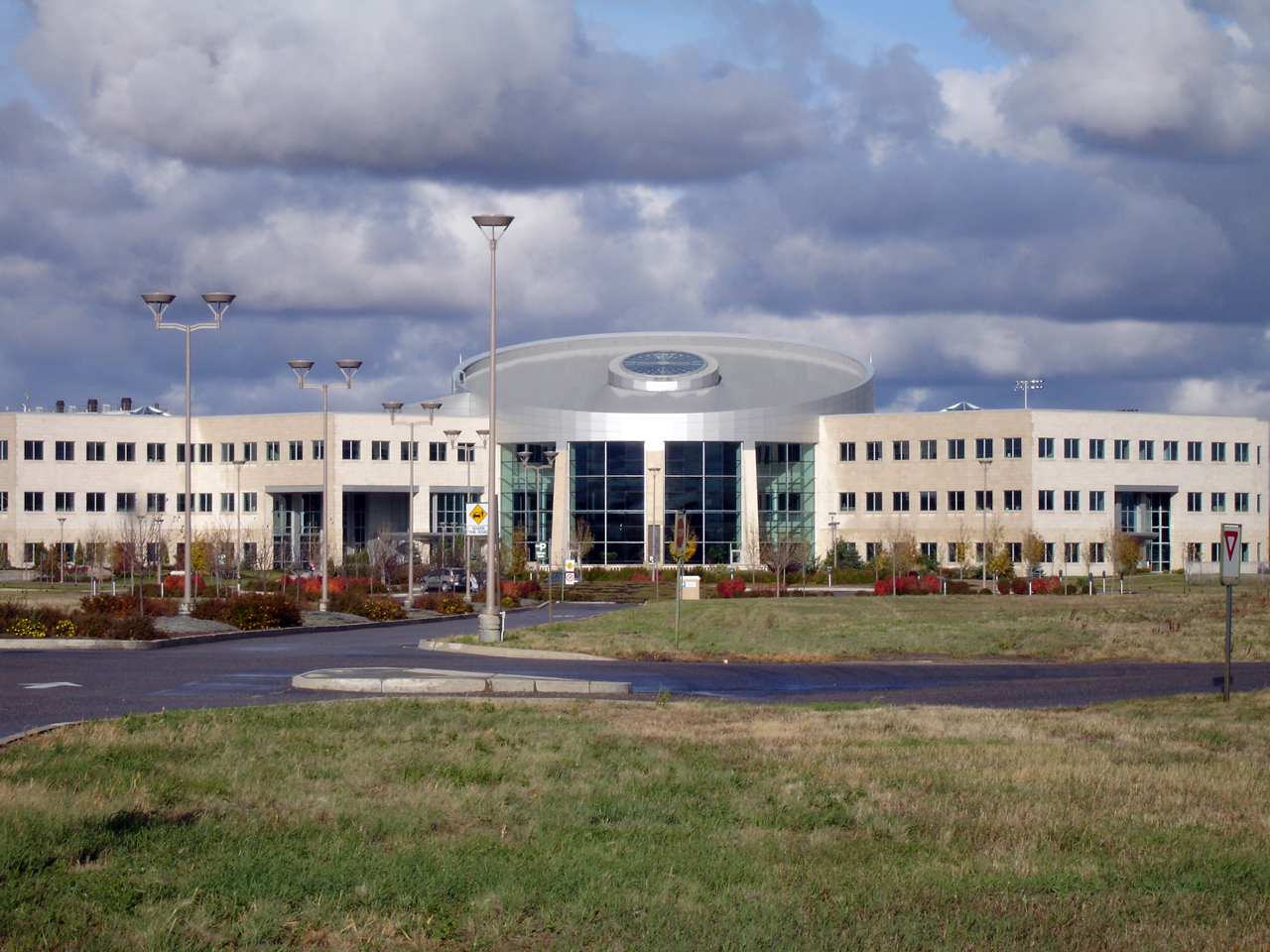
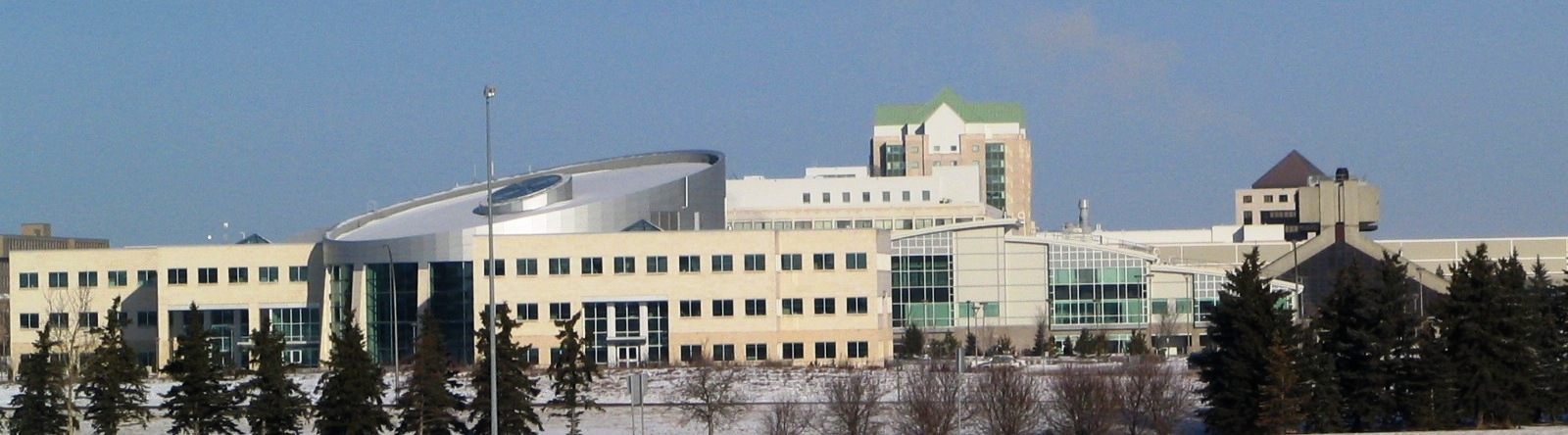
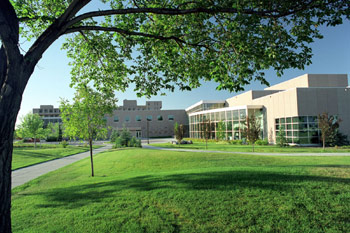

## وصلات خارجية
- الموقع الرسمي